# バジリカ・サン・パオロ駅
バジリカ・サン・パオロ駅(Basilica San Paolo)はローマ地下鉄のB線とローマ-リード線の駅の一つである。
オスティエンセ区サン・パオロ・フオーリ・レ・ムーラのバジリカの脇にある。
B線とローマ-リード線の三つの乗換駅のうちの一つである。
他の駅はポルタ・サン・パオロ⇔ピラーミデ駅とエウル・マリアーナ駅となる
サン・パオロ門から来ると駅に着く前に線路は1920年代に「サン・パオロの岩(Roccia di San Paolo)」の下に掘られたトンネルを通る。
このトンネルは「岩」の付近を通過する本来の計画が変更されて出来たものである。
本来の計画が採用されていれば線路はバジリカの横を通過する筈だった。
その後、工事が始まってから景観に干渉しない様にこの別案が選ばれた。

## 周辺
- サン・パオロ・フオーリ・レ・ムーラ大聖堂
- シュステル・イルデフォンソ公園 (Parco Schuster Ildefonso)
- ガルバテッラ
- テーヴェレ川
- ローマ・トレ大学
- Vasca Navale
- アンドレーア・アレジーニCTO病院 (Ospedale CTO Andrea Alesini)

### 通りと広場
- セッテ・キエーゼ通り (via delle Sette Chiese)
- サン・パオロ・テーヴェレ河畔道 (Lungotevere di San Paolo)
- マルコーニ橋 (Ponte Marconi)

### スポーツ施設
- ドッグレース場跡
- スタディオ・デッリ・エウカリプティ (Stadio degli eucalipti)

## 施設
- 障害者を運ぶ人員
- ローマ-リード線乗換

## 写真集

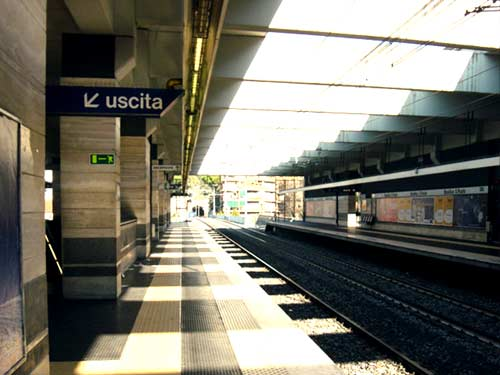
駅のプラットホーム
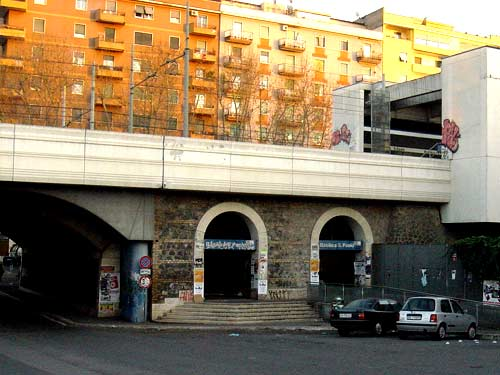
入り口の一つ
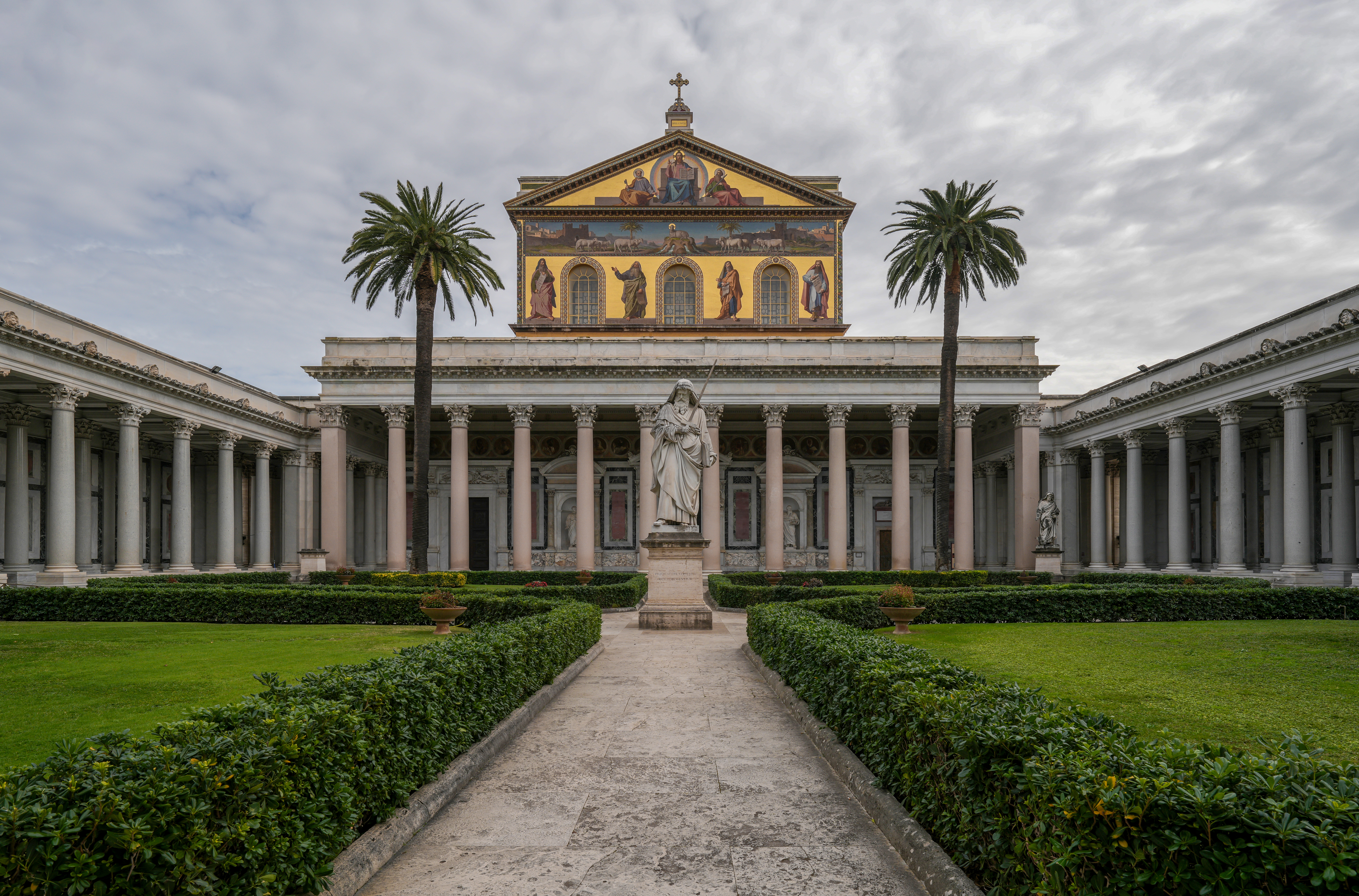
サン・パオロ大聖堂